# Nicolas Serpillon
Nicolas Serpillon est un homme politique français né le 15 mars 1769 à Autun (Saône-et-Loire) et décédé le 27 mars 1848 à Autun.

## Biographie
Propriétaire, conseiller municipal d'Autun, il est nommé sous-préfet provisoire de la ville en juin 1815, lors de l'occupation étrangère.
Il est député de Saône-et-Loire de 1824 à 1827, siégeant avec l'opposition.